# Edmond Miniac
 (mars 2016).
Edmond Miniac né le 9 mai 1884 à Saint-Servan et mort le 7 juillet 1947 à Saint-Mandé, est un magistrat français.

## Biographie

### Famille
Fils de Paul Miniac (1851-1936), négociant en tissu, et de Marie Desmonts (1854-1934), il épouse Louise Marie Marchand le 9 septembre 1919 à Quimper et se remarie le 24 décembre 1941 à Marie Pauline Amboise. Il a pour frère Alexandre Miniac (1885-1963), architecte du monument historique de l'Hôtel de ville d'Albert, et pour grand-oncle l'académicien français Louis Duchesne.

### Carrière

#### Juge d'instruction puis substitut

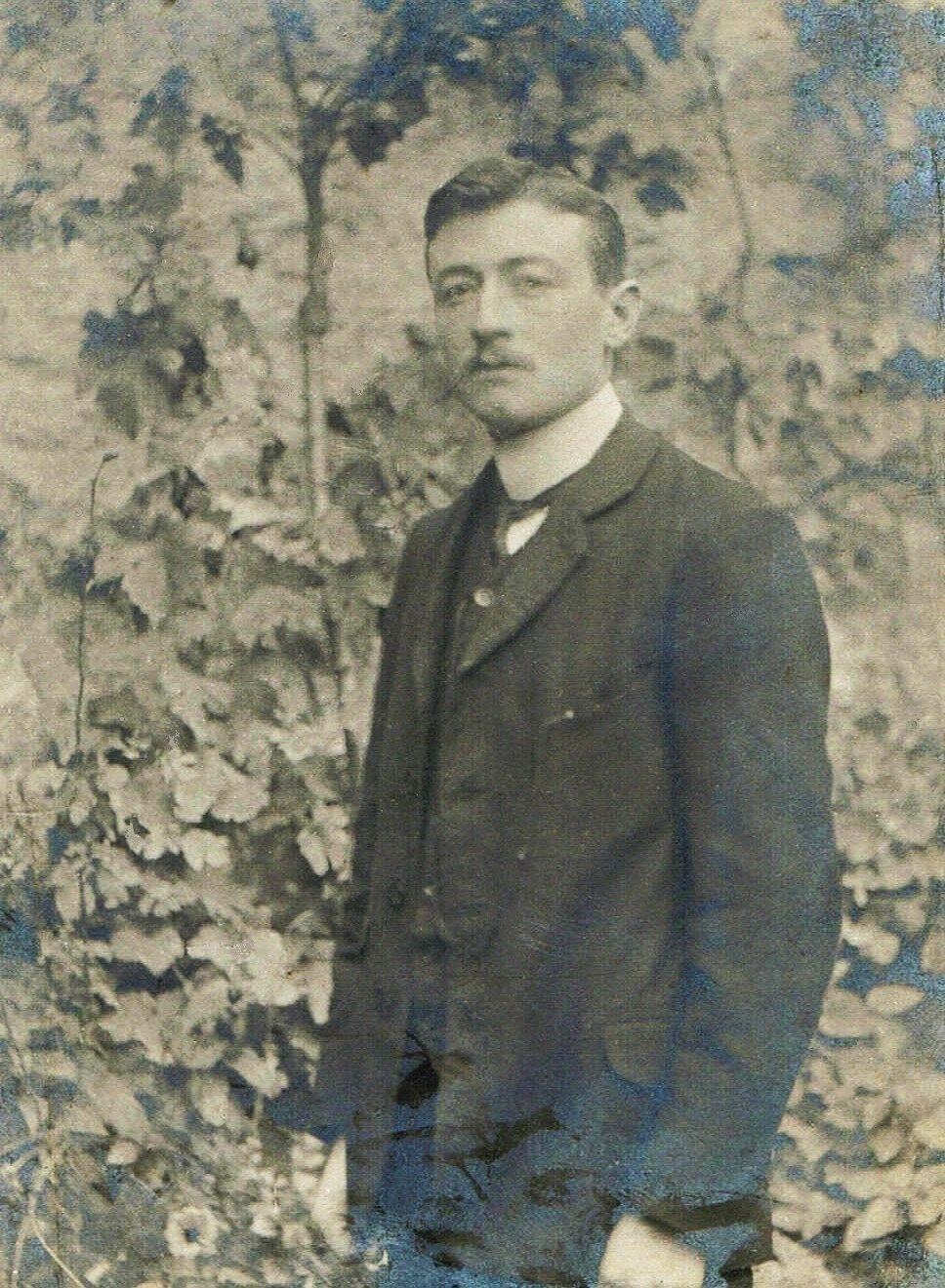
Edmond Miniac, vers 1910.

Licencié en droit de la Faculté de droit de Rennes et lauréat du stage en 1908, il commence sa carrière dans cette ville la même année.
En mai 1912, il est jugé apte aux fonctions judiciaires. Il devient successivement juge suppléant au tribunal de Brest le 11 juin 1912, juge à Morlaix en juin 1917, juge d'instruction au tribunal de première instance de Quimper en octobre 1918. 
Le 9 septembre 1919 à Quimper, il épouse en premières noces la quimpéroise Louise Marie Marchand (1891-1991), le président du tribunal Charles de Brande et le député radical du Finistère Georges Le Bail (homme politique) étant témoins.
Il est nommé président du tribunal d'instance de Loudéac en février 1921 et enfin substitut à Nantes en octobre 1921, substitut général à Rennes en janvier 1929.

#### Avocat général à Douai

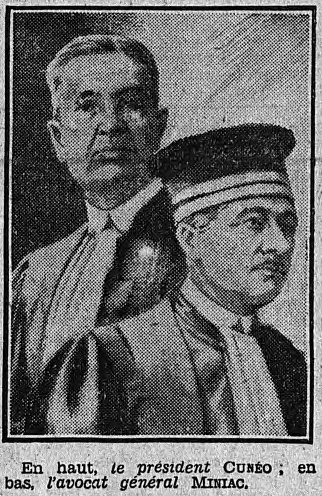
Edmond Miniac, dans Le Matin, 22 octobre 1932.

En août 1932, il est nommé avocat général près la Cour de Douai, la ville dont son frère Alexandre et un autre architecte, Petit, concevront la reconstruction à la demande du Ministère de la Reconstruction et de l'Urbanisme et dont le Musée de la Chartreuse de Douai présente le plan de 1948. En octobre 1932, devant les assises du Nord, il requiert au procès Canu, meurtrier à bord du Ville-de-Verdun.

#### Avocat général à Rouen
Nommé avocat général à Rouen le 10 février 1933, il rédige un discours sur le privilège de la Fierte, une étude historique portant sur le droit de grâce des condamnés à mort par l'église de Rouen. En mai 1934, il est l'avocat général du procès du célèbre escroc Serge de Lenz, condamné à dix ans de réclusion et à la relégation pour vol qualifié en mai 1934 par le jury de la Seine-Inférieure. En mai 1935, il participe au procès de l'affaire Pierre Hulin, ancien secrétaire d'État à la guerre impliqué dans l'affaire Stavisky.
Le 28 août 1935, avocat général au procès d'Henri Dorgères et du Front paysan à Rouen, il justifie les condamnations prononcées par le tribunal correctionnel le 11 juillet et réclame une peine nouvelle contre André Bouton, responsable de la Fédération des contribuables de la Sarthe.
En juillet 1936, aux Assises de la Seine-Inférieure, il est avocat général lors du procès du rouennais Gaston Poulain, meurtrier d'une fille de joie, condamné au bagne à perpétuité.
En mars 1937, il participe au procès de l'affaire Marcel Brentot-Roland Brennac-Lucien Poret, pour l'assassinat de la veuve Truptil, lesquels Brentot et Brennac sont condamnés à la peine capitale et Poret à vingt ans de réclusion.
En février 1938, il est l'avocat général du procès des fraudes douanières du Havre - d’un certain retentissement à l’époque - et que doit juger la Cour d’assises de Rouen, pour corruption de fonctionnaires et importation frauduleuse.

#### Avocat général au parquet de Paris
Il intègre le parquet de la cour d'appel de Paris le 6 novembre 1938 pour y administrer la section financière, à la suite de l'intervention de Paul Marchandeau, ministre des finances, auprès du garde des sceaux Paul Reynaud. " Ses interventions judicieuses (...) ont démontré sa connaissance approfondie d'un dossier particulièrement aride et volumineux. Dans un réquisitoire clair et précis, il a su dégager une démonstration accablante de culpabilité." écrit Marchandeau à Reynaud. Dès lors, il requiert devant la neuvième chambre correctionnelle mais aussi aux Assises de la Seine.
En octobre 1941, avocat-général aux mêmes Assises, il requiert contre Ludovic Pinzutti, cambrioleur condamné à dix ans de réclusion.
À cette même session des Assises, il requiert dans l'affaire Auguste Ressou, un amant éconduit ayant tiré à bout portant sur sa maîtresse.
Le 24 décembre 1941 à Paris 17e arrondissement, il se marie en secondes noces avec Angèle Marie Pauline Ambroise (1882-1959), l'avocat à la cour d'appel Henri Poincelet étant témoin.
Le 19 janvier 1942, aux Assises de la Seine, l'avocat général Miniac requiert contre un criminel, condamné à la réclusion criminelle à perpétuité pour le meurtre de deux femmes. C'est la première fois qu'aux Assises de la seine, cour et jury fixent ensemble une peine, selon les termes de la loi du 25 novembre 1941. 
En janvier 1942, il requiert dans l'affaire Garineau relative à la succession du richissime Égyptien Agopian. Le 23 janvier, il requiert dans l'affaire Abd-el Kader Hammamouche. Toujours en janvier 1942, il requiert au procès d'André Claveau, jeune meurtrier d'un souteneur.
En octobre 1942, aux Assises de la Seine, il participe au procès du cheminot Alfred Véniel, voleur d'un paquet d'un prisonnier de guerre.
En octobre 1943, Martelli est condamné à 20 ans de bagne pour vol de denrées destinées aux prisonniers de guerre, par le tribunal spécial de Paris, après réquisitoire de l'avocat général Miniac, nommé avocat général en mars précédent, et la plaidoirie de maître Maurice Garçon.
Le premier avril 1944, il est nommé par le garde des Sceaux Maurice Gabolde au poste de substitut du procureur général près la cour d'appel de Paris.

#### Avocat général à la Cour de cassation

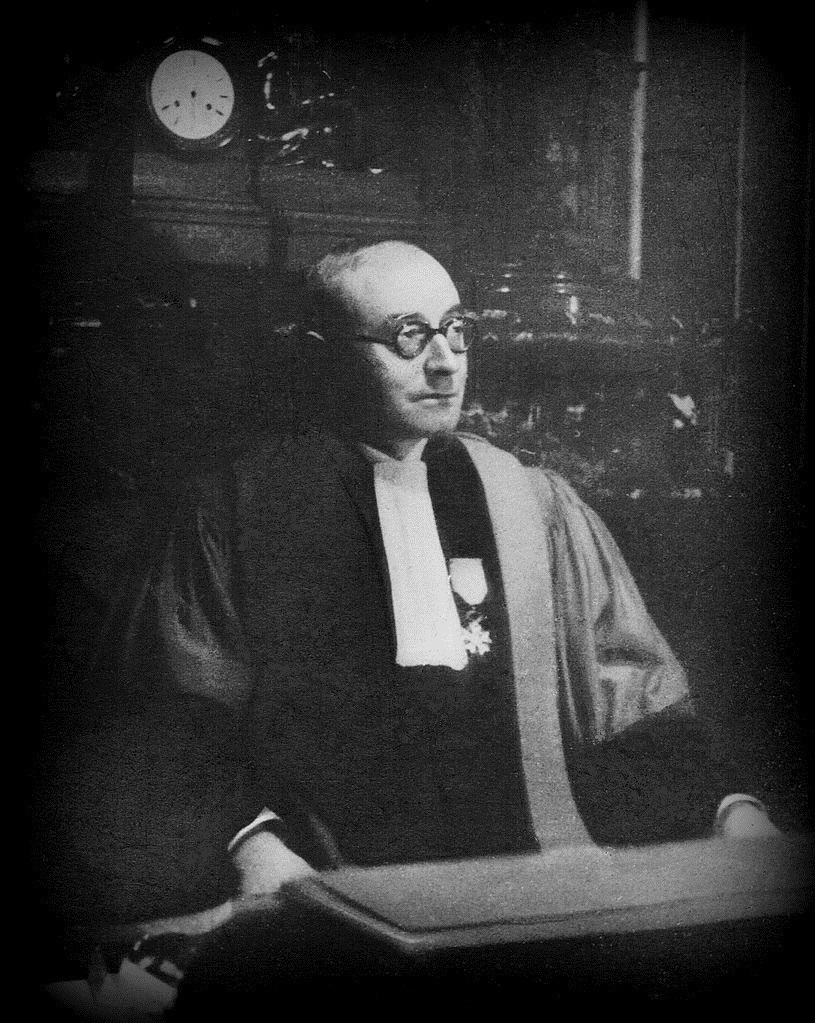
Edmond Miniac, avocat-général à la Cour de cassation.

Il est nommé avocat général à la chambre sociale de la Cour de cassation par Pierre-Henri Teitgen le 14 décembre 1945, fonction qu'il occupera jusqu'à sa mort, survenue le 7 juillet 1947 à son domicile du 16 rue Poirier à Saint-Mandé. Il prononce son discours à l'audience solennelle de rentrée le 16 octobre 1946.
L'avocat général Jean Dorel évoque sa mémoire en audience solennelle le 16 octobre 1948, en présence du garde des sceaux et ancien premier ministre, André Marie : "Il avait de la race : il était le neveu de monseigneur Duchesne, directeur de l’Ecole française de Rome et membre de l’Académie française. Héritier d’une doctrine catholique, il en maintenait et en suivait fidèlement la tradition. Il était un ami sûr : il n’a jamais abandonné ceux à qui il avait donné une fois sa confiance et son amitié. Son patriotisme éclairé n’a cédé à aucune illusion et n’a jamais dévié. D’une attitude très digne pendant l’occupation, il a, malgré sa réserve habituelle, manifesté, par ses paroles, qu’il désapprouvait le régime de la collaboration, et par des actes, qu’il savait y résister.".

## Décorations
- Chevalier de la Légion d'honneur[5]. Il est fait chevalier de la Légion d'honneur en février 1935.

## Mémoire urbaine
- Par décision du conseil municipal de la ville de Saint-Malo en date du 18 octobre 2018, une impasse nouvelle porte le nom d'Edmond Miniac dans le quartier de Château-Malo à Saint-Malo. L'Impasse Edmond-Miniac fait face à la Malouinière du Puits Sauvage au hameau de Saint-Étienne.

## Pour approfondir